# Hör ditt Sions bittra klagan
Hör ditt Sions bittra klagan är en psalm med text skriven av Johan Olof Wallin.
|  |
|  |

## Publicerad i
- 1819 års psalmbok som nr 386 under rubriken "Allmänna bön- och klagodagar".[1]